# Eerste divisie 1962/63
Het seizoen 1962/63 van de Nederlandse Eerste divisie had DWS als kampioen. De club uit Amsterdam promoveerde daarmee samen met Go Ahead naar de Eredivisie.
In het vorige Eerste divisie seizoen bestond dit niveau nog uit twee competities. Met ingang van dit seizoen zijn die clubs bij elkaar gebracht tot een competitie. Hieronder staat gerangschikt waar iedere club het vorige seizoen speelde.
| Eerste divisie A | Eerste divisie B | Overige   |
| ---------------- | ---------------- | --------- |
| DHC              | Elinkwijk        | Velox 1   |
| Eindhoven        | Enschedese Boys  | DWS 2     |
| Fortuna          | Excelsior        | Roda JC 2 |
| Go Ahead         | Limburgia        | VVV 2     |
| Sittardia        | RBC              |           |
| Veendam          | SHS              |           |

1 Kampioen van de Tweede divisie 1961/62 

2 Gedegradeerd uit de Eredivisie 1961/62

## Eerste divisie

### Deelnemende teams
| Club            | Plaats      | Accommodatie         | Capaciteit | Trainer                     |
| --------------- | ----------- | -------------------- | ---------- | --------------------------- |
| DHC             | Delft       | Brasserskade         | 18.000     | Lies van Geest              |
| DWS             | Amsterdam   | Olympisch Stadion    | 65.000     | Leslie Talbot               |
| Eindhoven       | Eindhoven   | Aalsterweg           | 27.000     | Jan Bijl                    |
| Elinkwijk       | Utrecht     | Amsterdamsestraatweg | 13.000     | Joop de Busser              |
| Enschedese Boys | Enschede    | Heekpark             | 25.000     | Geen trainer                |
| Excelsior       | Rotterdam   | Woudestein           | 11.000     | Rinus Smits                 |
| Fortuna         | Vlaardingen | Floreslaan           | 12.000     | Rinus Gosens                |
| Go Ahead        | Deventer    | Vetkampstraat        | 10.000     | František Fadrhonc          |
| Limburgia       | Brunssum    | Venweg               | 15.500     | Charles Siezenis            |
| RBC             | Roosendaal  | De Luiten            | 5.900      | Rinus Gillisse              |
| Roda JC         | Kerkrade    | Kaalheide            | 20.000     | Barthel Thomas              |
| SHS             | Den Haag    | Houtrust             | 25.000     | Ludwig Veg                  |
| Sittardia       | Sittard     | Sittardia-terrein    | 17.000     | Frans Debruijn              |
| Veendam         | Veendam     | De Langeleegte       | 13.000     | Otto Bonsema                |
| Velox           | Utrecht     | Koningsweg           | 6.750      | Daan van Beek               |
| VVV             | Venlo       | De Kraal             | 17.500     | Ferdi Silz Fritz Kleinheuer |

### Eindstand
| pos | club            | gs | w  | g  | v  | pnt | dv | dt | ds  |
| --- | --------------- | -- | -- | -- | -- | --- | -- | -- | --- |
| 1.  | DWS             | 30 | 22 | 2  | 6  | 46  | 61 | 21 | 40  |
| 2.  | Go Ahead        | 30 | 17 | 7  | 6  | 41  | 69 | 36 | 33  |
| 3.  | Enschedese Boys | 30 | 15 | 7  | 8  | 37  | 71 | 55 | 16  |
| 4.  | RBC             | 30 | 15 | 7  | 8  | 37  | 56 | 41 | 15  |
| 5.  | Velox           | 30 | 14 | 8  | 8  | 36  | 74 | 58 | 16  |
| 6.  | DHC             | 30 | 13 | 10 | 7  | 36  | 55 | 50 | 5   |
| 7.  | Fortuna         | 30 | 12 | 7  | 11 | 31  | 55 | 51 | 4   |
| 8.  | Excelsior       | 30 | 11 | 8  | 11 | 30  | 39 | 51 | -12 |
| 9.  | Eindhoven       | 30 | 10 | 7  | 13 | 27  | 51 | 53 | -2  |
| 10. | Elinkwijk       | 30 | 11 | 5  | 14 | 27  | 54 | 67 | -13 |
| 11. | SHS             | 30 | 10 | 6  | 14 | 26  | 42 | 47 | -5  |
| 12. | Sittardia       | 30 | 11 | 3  | 16 | 25  | 41 | 40 | 1   |
| 13. | Veendam         | 30 | 7  | 9  | 14 | 23  | 50 | 60 | -10 |
| 14. | VVV             | 30 | 7  | 9  | 14 | 23  | 40 | 63 | -23 |
| 15. | Limburgia       | 30 | 7  | 5  | 18 | 19  | 40 | 69 | -29 |
| 16. | Roda JC         | 30 | 4  | 8  | 18 | 16  | 33 | 69 | -36 |

#### Legenda
| Kleur | Kwalificatie voor                 |
| ----- | --------------------------------- |
|       | Promotie naar de Eredivisie       |
|       | Degradatie naar de Tweede divisie |

### Uitslagen
|                 | DHC   | DWS   | EVV   | ELI   | ENB   | EXC   | FVL   | GOA   | LIM   | RBC   | RJC    | SHS   | SIT   | VEE   | VLX   | VVV   |
| --------------- | ----- | ----- | ----- | ----- | ----- | ----- | ----- | ----- | ----- | ----- | ------ | ----- | ----- | ----- | ----- | ----- |
| DHC             |       | 0 – 0 | 3 – 1 | 1 – 4 | 3 – 3 | 3 – 2 | 3 – 1 | 2 – 1 | 3 – 2 | 0 – 1 | 2 – 2  | 2 – 1 | 2 – 1 | 1 – 1 | 3 – 1 | 0 – 0 |
| DWS             | 2 – 1 |       | 2 – 1 | 4 – 1 | 2 – 1 | 0 – 1 | 3 – 0 | 2 – 1 | 5 – 0 | 5 – 0 | 4 – 0  | 1 – 0 | 1 – 0 | 1 – 2 | 1 – 1 | 5 – 0 |
| Eindhoven       | 3 – 4 | 0 – 2 |       | 4 – 1 | 4 – 0 | 1 – 0 | 1 – 2 | 2 – 4 | 2 – 0 | 0 – 1 | 2 – 1  | 2 – 3 | 2 – 1 | 3 – 2 | 4 – 1 | 1 – 1 |
| Elinkwijk       | 1 – 0 | 0 – 2 | 1 – 1 |       | 1 – 1 | 4 – 1 | 3 – 5 | 1 – 1 | 0 – 1 | 0 – 2 | 2 – 0  | 2 – 2 | 3 – 1 | 4 – 2 | 3 – 7 | 4 – 2 |
| Enschedese Boys | 5 – 0 | 2 – 4 | 1 – 1 | 2 – 0 |       | 0 – 0 | 4 – 2 | 3 – 2 | 0 – 0 | 3 – 2 | 4 – 2  | 3 – 0 | 3 – 1 | 5 – 5 | 7 – 4 | 6 – 0 |
| Excelsior       | 2 – 2 | 0 – 2 | 3 – 1 | 4 – 2 | 1 – 4 |       | 0 – 1 | 2 – 1 | 2 – 0 | 0 – 0 | 4 – 0  | 2 – 1 | 0 – 0 | 0 – 0 | 3 – 2 | 0 – 6 |
| Fortuna         | 3 – 2 | 1 – 0 | 1 – 1 | 7 – 1 | 1 – 2 | 6 – 1 |       | 0 – 0 | 2 – 0 | 3 – 2 | 3 – 0  | 0 – 0 | 2 – 0 | 3 – 2 | 1 – 1 | 2 – 2 |
| Go Ahead        | 2 – 2 | 2 – 0 | 4 – 1 | 5 – 2 | 3 – 0 | 4 – 0 | 2 – 1 |       | 2 – 0 | 1 – 1 | 11 – 1 | 2 – 0 | 2 – 3 | 1 – 0 | 3 – 3 | 2 – 0 |
| Limburgia       | 1 – 4 | 1 – 4 | 1 – 4 | 1 – 3 | 4 – 0 | 3 – 3 | 2 – 1 | 1 – 2 |       | 1 – 2 | 1 – 2  | 1 – 2 | 1 – 0 | 2 – 2 | 4 – 3 | 5 – 0 |
| RBC             | 1 – 2 | 2 – 1 | 3 – 2 | 1 – 1 | 3 – 1 | 1 – 1 | 3 – 0 | 0 – 0 | 5 – 0 |       | 2 – 0  | 1 – 1 | 1 – 0 | 5 – 3 | 8 – 1 | 5 – 1 |
| Roda JC         | 1 – 2 | 1 – 2 | 1 – 1 | 1 – 2 | 1 – 3 | 2 – 2 | 3 – 3 | 1 – 2 | 2 – 3 | 2 – 0 |        | 2 – 1 | 1 – 1 | 0 – 0 | 0 – 2 | 1 – 1 |
| SHS             | 2 – 3 | 0 – 1 | 2 – 2 | 1 – 4 | 2 – 1 | 0 – 1 | 4 – 0 | 1 – 2 | 1 – 1 | 3 – 1 | 4 – 0  |       | 3 – 1 | 1 – 0 | 2 – 0 | 2 – 0 |
| Sittardia       | 2 – 1 | 0 – 1 | 1 – 2 | 5 – 0 | 3 – 0 | 2 – 0 | 2 – 2 | 0 – 1 | 4 – 0 | 1 – 0 | 1 – 0  | 1 – 0 |       | 5 – 1 | 0 – 2 | 3 – 1 |
| Veendam         | 1 – 1 | 0 – 3 | 0 – 0 | 0 – 3 | 0 – 2 | 0 – 1 | 4 – 1 | 1 – 3 | 3 – 0 | 1 – 2 | 2 – 1  | 4 – 1 | 4 – 1 |       | 2 – 1 | 1 – 2 |
| Velox           | 2 – 2 | 3 – 0 | 5 – 1 | 1 – 0 | 1 – 1 | 2 – 0 | 2 – 1 | 4 – 1 | 2 – 2 | 6 – 0 | 2 – 2  | 6 – 1 | 2 – 1 | 4 – 4 |       | 1 – 0 |
| VVV             | 1 – 1 | 0 – 1 | 2 – 1 | 2 – 1 | 3 – 4 | 1 – 3 | 1 – 0 | 2 – 2 | 4 – 2 | 1 – 1 | 0 – 3  | 1 – 1 | 2 – 0 | 3 – 3 | 1 – 2 |       |

## Topscorers
| #   | Naam               | Club            | Goal |
| --- | ------------------ | --------------- | ---- |
| 1.  | Jan Bouman         | Fortuna         | 27   |
| 2.  | Chiel Jansen       | DHC             | 23   |
| 3.  | Chris Geutjes      | Elinkwijk       | 21   |
|     | Henk Leusink       | Enschedese Boys | 21   |
| 5.  | Arie de Oude       | DWS             | 20   |
| 6.  | Frans Geurtsen     | Velox           | 19   |
| 7.  | Jan de Kleijn      | SHS             | 16   |
| 8.  | Jan van den Heuvel | VVV             | 15   |
|     | Hans Sleven        | VVV             | 15   |
| 10. | Leen Morelisse     | Velox           | 14   |
|     | Cor van Zandvliet  | RBC             | 14   |

DHC ·
DWS ·
Elinkwijk ·
Enschedese Boys ·
Eindhoven ·
Excelsior ·
Fortuna ·
Go Ahead ·
Limburgia ·
RBC ·
Roda JC ·
SHS ·
Sittardia ·
Veendam ·
Velox ·
VVV
Eerste klasse

1955/56

Eerste divisie

1956/57 · 1957/58 · 1958/59 · 1959/60 · 1960/61 · 1961/62 · 1962/63 · 1963/64 · 1964/65 · 1965/66 · 1966/67 · 1967/68 · 1968/69 · 1969/70 · 1970/71 · 1971/72 · 1972/73 · 1973/74 · 1974/75 · 1975/76 · 1976/77 · 1977/78 · 1978/79 · 1979/80 · 1980/81 · 1981/82 · 1982/83 · 1983/84 · 1984/85 · 1985/86 · 1986/87 · 1987/88 · 1988/89 · 1989/90 · 1990/91 · 1991/92 · 1992/93 · 1993/94 · 1994/95 · 1995/96 · 1996/97 · 1997/98 · 1998/99 · 1999/00 · 2000/01 · 2001/02 · 2002/03 · 2003/04 · 2004/05 · 2005/06 · 2006/07 · 2007/08 · 2008/09 · 2009/10 · 2010/11 · 2011/12 · 2012/13 · 2013/14 · 2014/15 · 2015/16 · 2016/17 · 2017/18 · 2018/19 · 2019/20 · 2020/21 · 2021/22 · 2022/23 · 2023/24 · 2024/25

Eredivisie · Eerste divisie · Johan Cruijff Schaal · KNVB Beker · Play-offs